# Castanopsis costata
Castanopsis costata ist eine in Südostasien vorkommende Baumart aus der Familie der Buchengewächse (Fagaceae). Ihre Nüsse sind essbar.

## Merkmale
Castanopsis costata ist ein immergrüner, bis über 30 Meter hoher Baum. Der Stammdurchmesser erreicht bis zu 80 Zentimeter.
Die kurz gestielten Laubblätter sind ganzrandig, ledrig, fast kahl und bespitzt bis geschwänzt.
Die Fruchtbecher (Cupulae) sind mit einfachen Stacheln besetzt. Die Stacheln sind gekrümmt, unregelmäßig, nicht dicht stehend, sodass die Fruchtbecherhaut sichtbar bleibt. Sie sind an der Basis gerade und im oberen Bereich nach innen zum Fruchtbecher hin gekrümmt. Die Fruchtbecher öffnen sich selten. Die eiförmigen, kleinen Nüsse werden einzeln oder bis zu viert gebildet, sie sind an der Basis abgeflacht und seidig behaart.
Blütezeit ist Februar bis Juni, die Früchte sind zwischen April und Oktober reif.

## Verbreitung und Standorte
Die Art kommt in Thailand, Malaysia und Indonesien vor. Sie wächst im immergrünen Tieflandregenwand, in tiefer gelegenen Bergwäldern, in der Nähe von Flüssen auf Granit oder Sandsteinuntergrund. Sie kommt in Höhenlagen von 75 bis 1700 m vor, meist aber zwischen 200 und 300 m.

## Belege
- Chamlong Phengklai: A synoptic account of the Fagaceae of Thailand. In: Thai Forest Bulletin. 2006, Band 34, S. 53–175.
- Castanopsis costata in der Flora of Thailand.